# Celyphus testaceus
Celyphus testaceus är en tvåvingeart som först beskrevs av Malloch 1929.  Celyphus testaceus ingår i släktet Celyphus och familjen Celyphidae.
Artens utbredningsområde är Filippinerna. Inga underarter finns listade i Catalogue of Life.